# Škoda 645

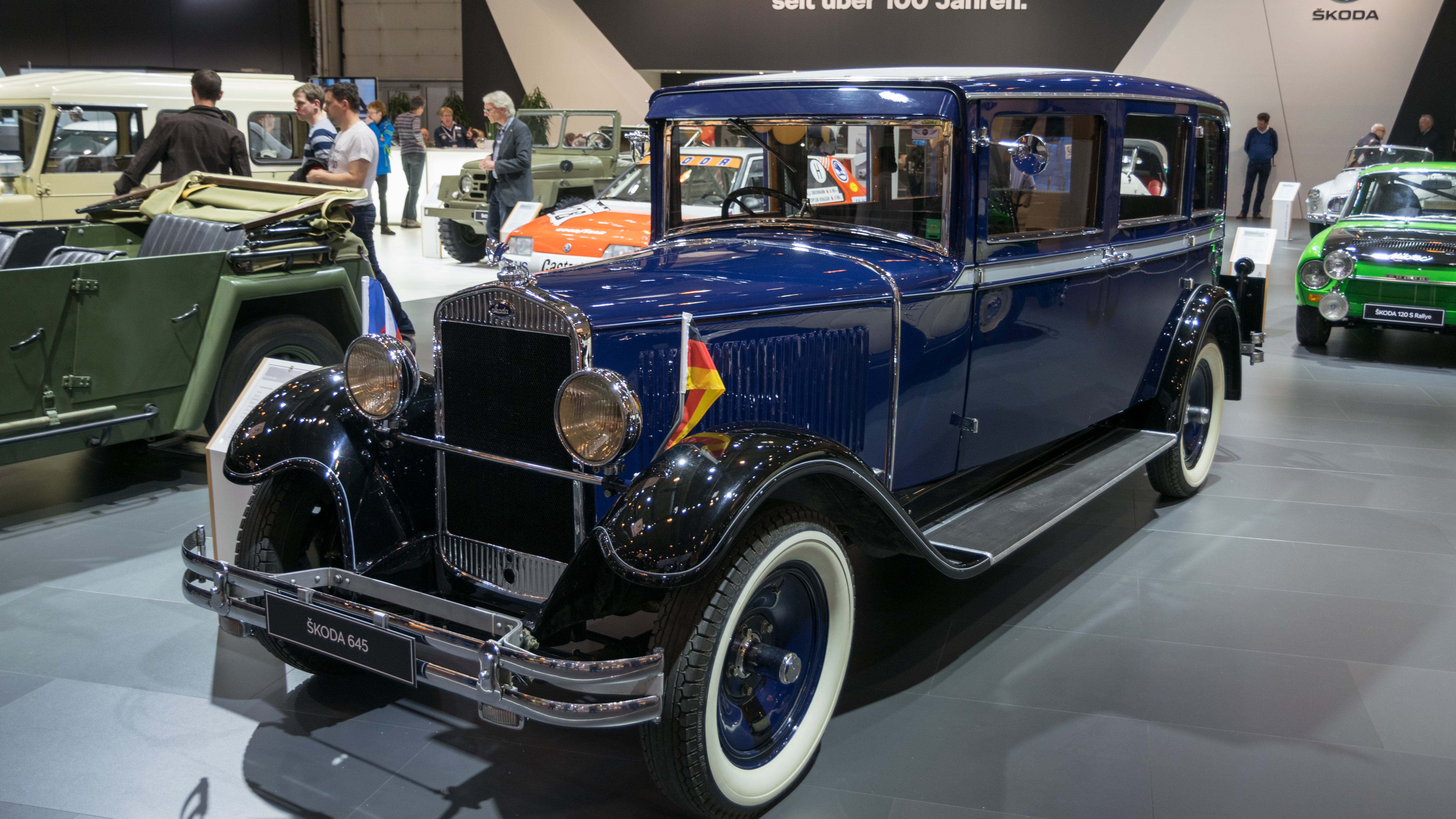
Skoda 645 auf der Techno-Classica 2018 in Essen

Der Škoda 645 war ein Automobil der Firma Škoda. Er war das kleinere Schwestermodell des Škoda 6 R. Der PKW wurde 1929 auf dem Prager Automobilsalon präsentiert und bis 1934 gebaut. Er war lieferbar als Limousine, Landauer, Tudor, Viertürer, Phaeton oder Cabriolet. Der Aufbau wurde in gemischter Bauweise aus Holzskelett und Blechpaneelen ausgeführt.
Der wassergekühlte, seitengesteuerte Sechszylinder-Viertakt-Motor hatte einen Hubraum von 2492 cm³ und eine Leistung von 45 PS (33 kW). Er beschleunigte das 920–1240 kg schwere Fahrzeug bis auf 90 km/h. Über das an den Motorblock angeflanschte Getriebe und eine Kardanwelle wurde die Antriebskraft an die Hinterräder weitergeleitet. Der Rahmen des Wagens bestand aus genieteten Stahl-U-Profilen.